# Franc Bilc
Franc Bilc, slovenski rimokatoliški duhovnik, leksikograf in narodni buditelj, * okoli leta 1786, Ilirska Bistrica, † 5. maj 1824, Harije.

## Življenje in delo
Gimnazijo je obiskoval v Ljubljani, nato študiral na bogoslovju, bil kaplan v Tomaju (1814), Postojni (1814), Ilirski Bistrici (1814–1818) in nazadnje do smrti ekspozit v Harijah. Z bivšim učiteljem V. Vodnikom je postal prijatelj in kmalu tudi sam »slavist«, začel se je učiti srbohrvaščino, ruščino in češčino, zlagati slovenske pesmi in po Krasu za Vodnika nabirati besede, ter resno  razmišljati o reformi slovenskega pravopisa. Proti koncu 1816 je prosil cesarja Franca I., da bi smel izdati novi pravopisni načrt. V času ljubljanskega kongresa je vabil ruskega carja Aleksandra I. v pismu napisanem v ruskem jeziku na ogled cirkniškega jezera.
Kopitar je menil, da bi bil Bilc pripraven za sestavo novega »pravopisnega slovarja za Kranjce, kjer bi se ob izpuščenih soglasnikih ali izgubljenih samoglasnikih pokazalo, kako imajo to njihovi sosedje Hrvatje in drugi Slovani«. Vendar mu ni bilo dano, da bi bil mogel svoje gradivo v zvezi z novim pravopisom tudi tiskati in tako vplivati na širše vrste sodobnikov, verjetno pa je, da je krepil slovensko prerodno misel v svoji okolici. Njegova literarna ostalina je po nevednosti njegove dedinje po večini uničena. V ljubljanskem v Deželnem arhivu (sedaj Arhiv Republike Slovenije) je bilo ohranjeno 1 pismo Vodniku, v Študijski knjižnici pa vsaj del njegovega slovarskega gradiva za Vodnika in pa nedatiran koncept pisma bratu menda iz 1810. Slovarsko gradivo je bilo kolikor toliko uporabljeno, ker ga je dal  Metelko na razpolago Jarniku, Cafu, ki ga je menda prepisal in Pleteršniku.